# Агдамский район
Агда́мский райо́н (азерб. Ağdam rayonu) — район в центральной части Азербайджанской Республики.
Административный центр — город Агдам.

## География
Площадь района составляет 1093,9 км², рельеф в основном равнинный, частично горный.
Агдамский район находится в центре Карабаха, на северо-востоке предгорий Карабахского горного хребта, на западе Кура-Араксской низменности.
Высота над уровнем моря — 410 метров, максимальная высота — 1365 метров. Климат в основном умеренно тёплый, засушливый субтропический. С высотой климат становится мягче. Наибольшее количество осадков выпадает в предгорных областях. Годовые осадки составляют 300—550 мм.
По территории района протекают реки Каркарчай и Хачынчай.
На территории района расположено Хачинчайское водохранилище.

## История

### Период Азербайджанской ССР
Район был образован в августе 1930 года. Согласно Всесоюзной переписи 1989 года население района составляло 131 293 человека, из них — 28 000 проживало в городе Агдам, и более 103 000 человек в сельской местности.

### Карабахский конфликт
В июле 1993 года большая часть территории района перешла под контроль непризнанной Нагорно-Карабахской Республики (НКР) и впоследствии вошла в состав её Аскеранского, Мардакертского и Мартунинского районов. Согласно административно-территориальному делению НКР город Агдам был переименован в Акна и являлся кварталом города Аскерана.
После окончания Второй карабахской войны было заключено перемирие и 20 ноября 2020 года вся территория Агдамского района перешла под контроль Азербайджана.
24 мая 2021 года президент Азербайджана назначил Эмина Гусейнова своим специальным представителем в Агдамском районе.
В июне 2021 года Армения передала Азербайджану карту минных полей в Агдамском районе взамен на передачу Еревану 15 задержанных армян в Баку.

## Административное устройство
В Агдамском районе до Первой карабахской войны находились 1 город — районный центр Агдам, 2 посёлка — Кузанлы и Ачарлы, а также 125 деревень. В ходе Первой карабахской войны 77,4 % территории района перешло под контроль НКР. В общей сложности под контролем НКР находились 89 деревень и город Агдам. Полный контроль Азербайджана над районом был восстановлен после Второй карабахской войны.
В 2023 году законом Азербайджана № 1044-VIQ внесены частичные изменения в административное устройство Агдамского района в связи с восстановлением Агдеринского района и передачей земельного участка на равнине Эрги из состава Ходжавендского района.
По данным Государственного комитета статистики Азербайджана на 2024 год в Агдамском районе остались 1 город, 14 посёлков и 113 деревень (всего 128 населённых пунктов).

## Населённые пункты

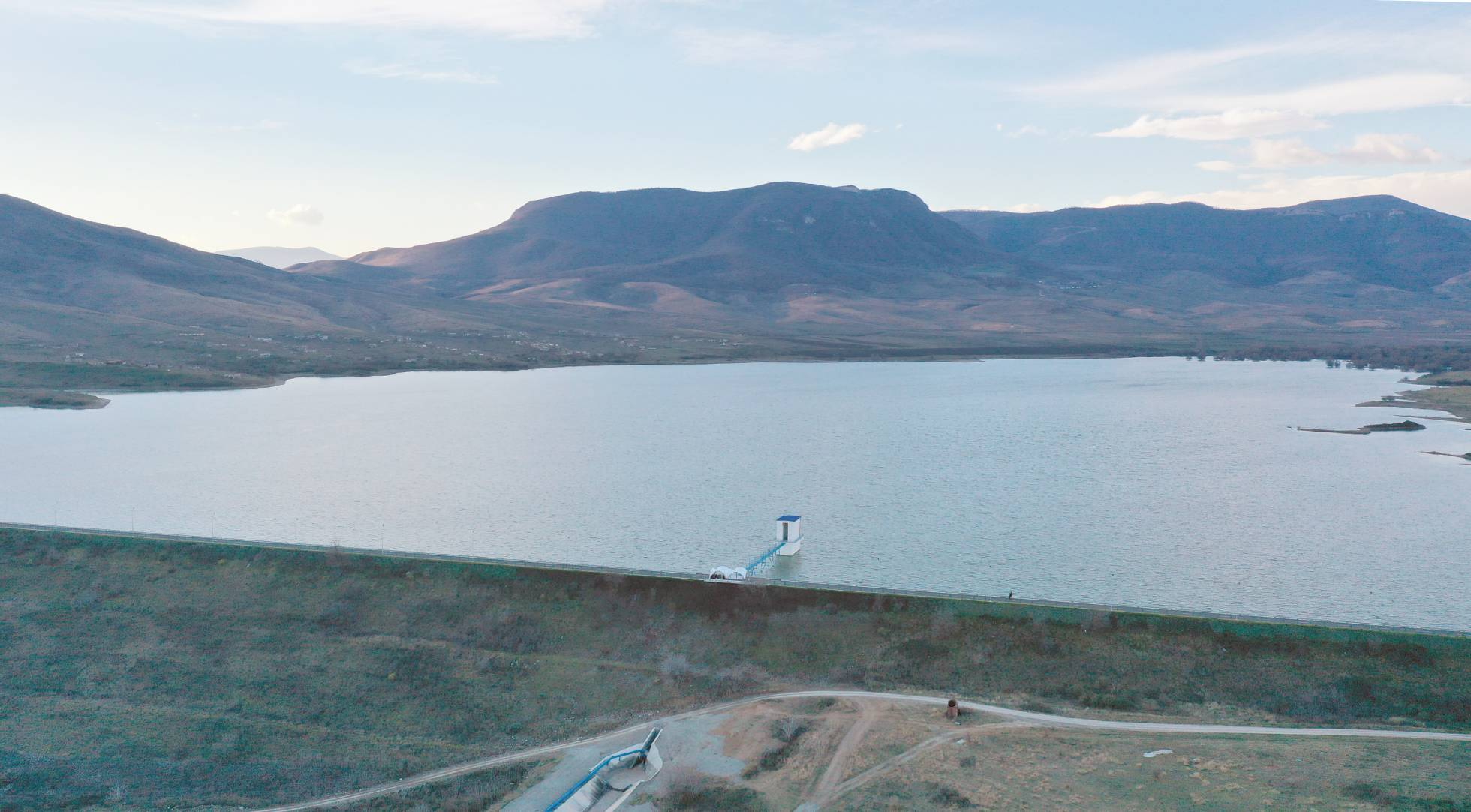
Хачинчайское водохранилище 24 декабря 2023

## Экономика
С 1991 года район входит в состав Верхне-Карабахского экономического района, 7 июля 2021 года переименованного в Карабахский экономический район).

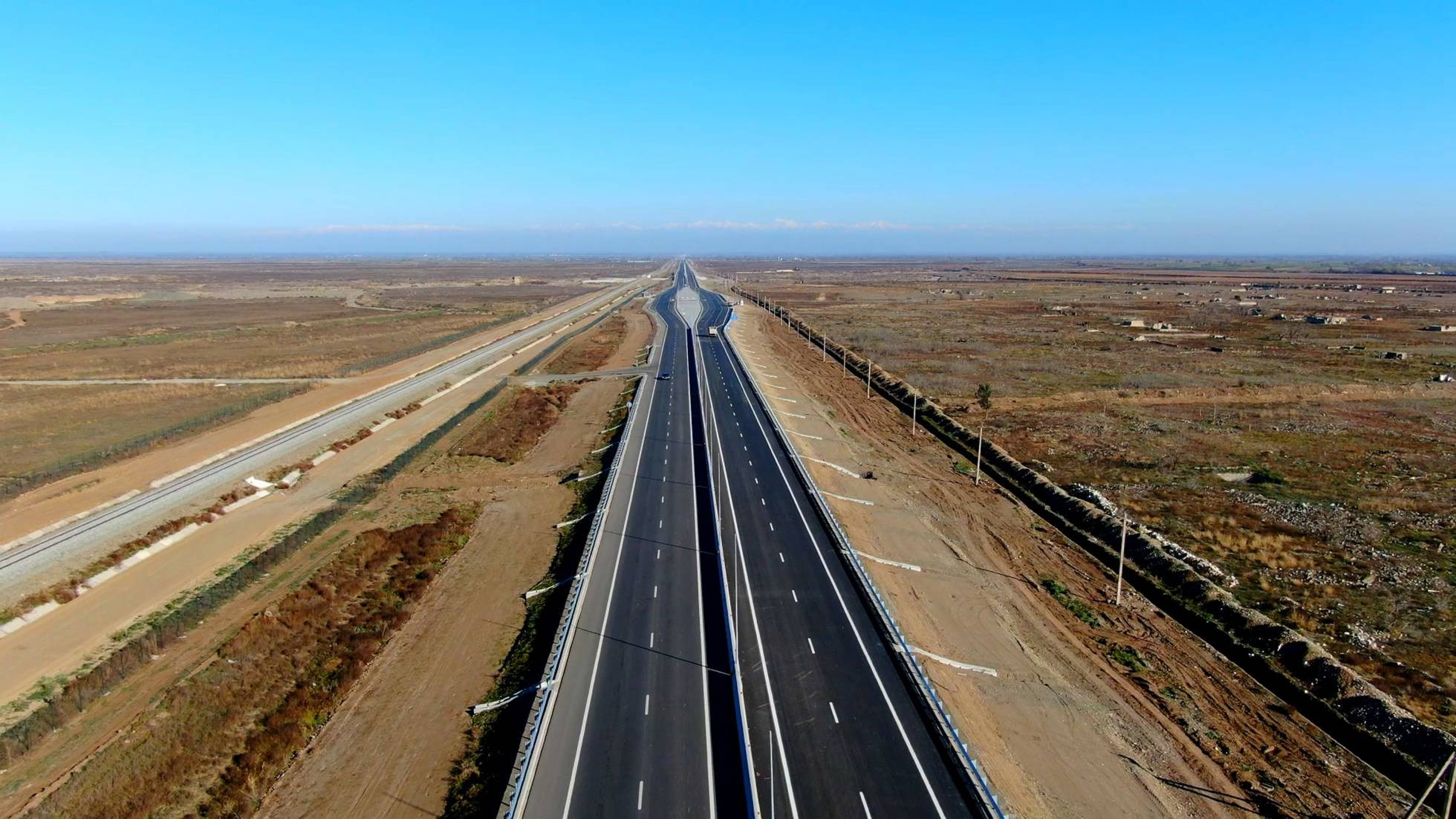
Автомобильная дорога Барда — Агдам 2023

Осуществляется выращивание граната.

## Восстановительные работы
4 октября 2022 года начато строительство сёл Хыдырлы, Кенгерли, Сарыджалы.
24 декабря 2023 года введено в эксплуатацию после капитального ремонта Хачинчайское водохранилище.
24 декабря 2023 года также сдана в эксплуатацию автомобильная дорога Барда — Агдам протяжённостью 44,5 км. Дорога охватывает более 20 населённых пунктов.
Село Кенгерли рассчитано на 2 544 чел. Территория села составляет 177,2 гектар.
19 сентября 2024 года на основе сел Шишпапаг, Косалар и Эйвазханбейли, расположенных близко друг к другу, заложен фундамент села Эйвазханбейли. Площадь села составит 300 гектар. В селе планируется построить 1 091 индивидуальный дом на 4 038 чел.

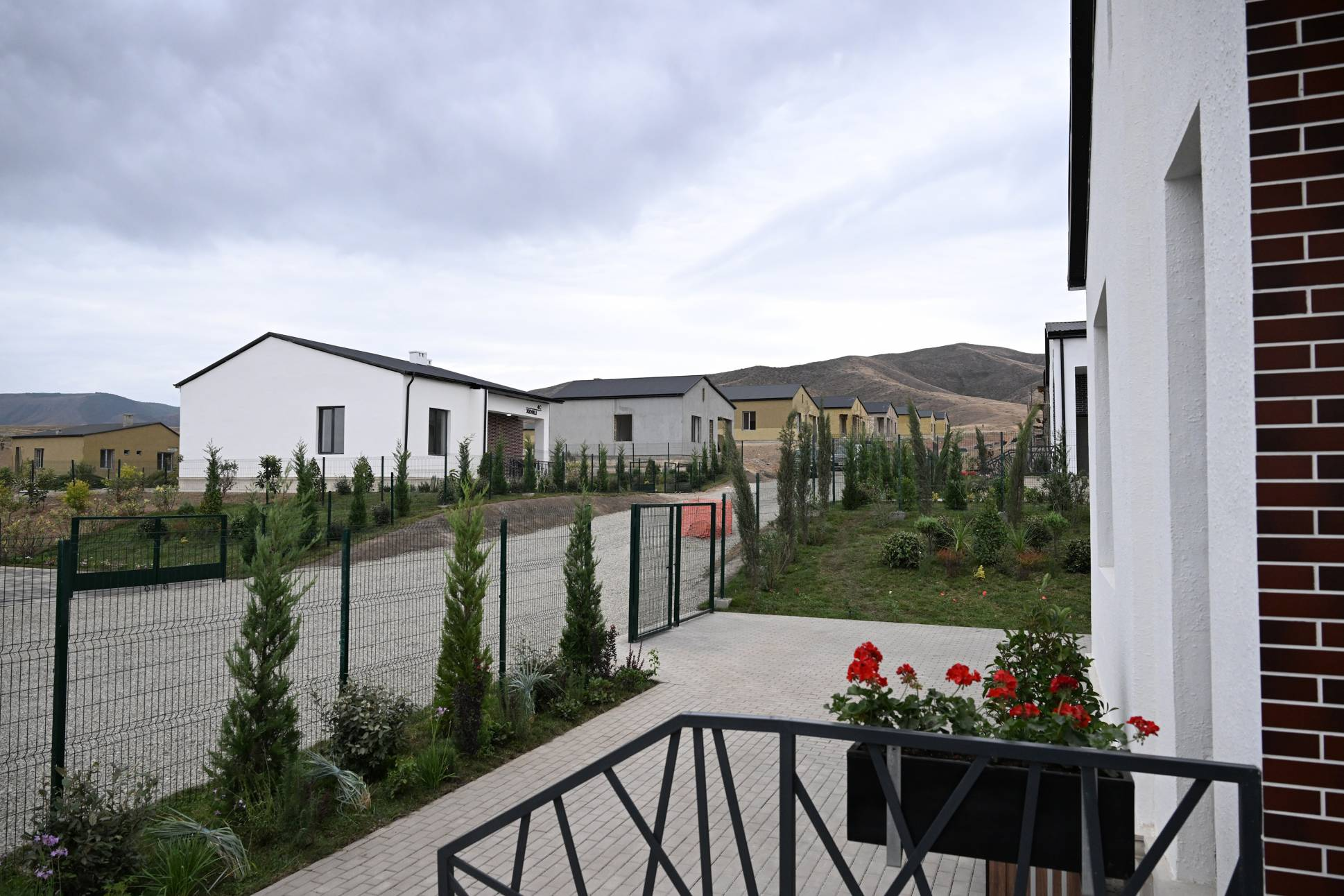
Село Кенгерли Сентябрь 2024
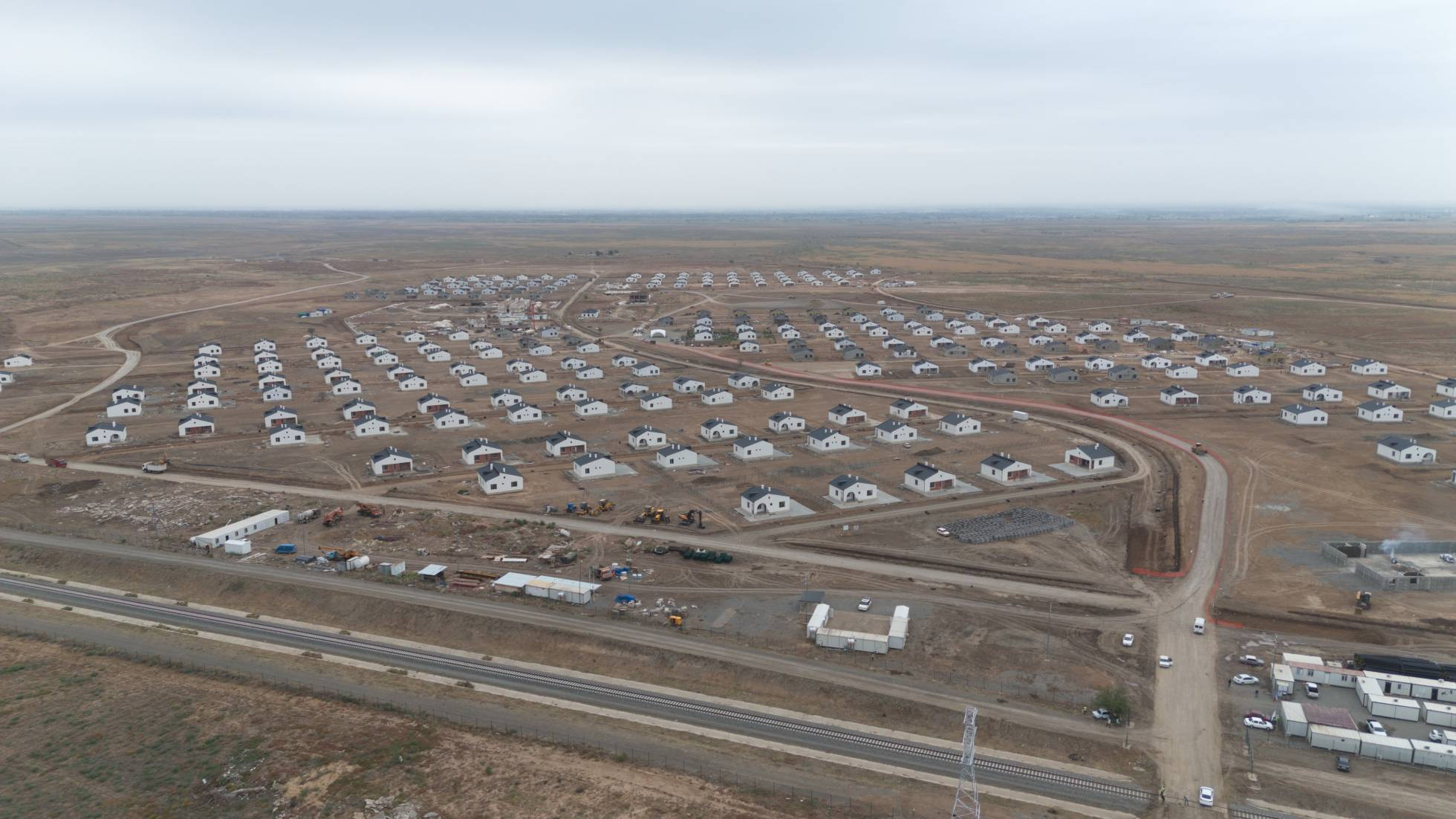
Село Кенгерли Сентябрь 2024

## Экология
В октябре 2024 года в районе было посажено 10 600 саженцев различных видов деревьев. К декабрю 2024 года высажено 11 гектар новых зон зелёных насаждений.

## Культура
16 июля 2025 года проведены Дни поэзии Вагифа 2025.

## Достопримечательности
- Руины древнего города Тигранакерт

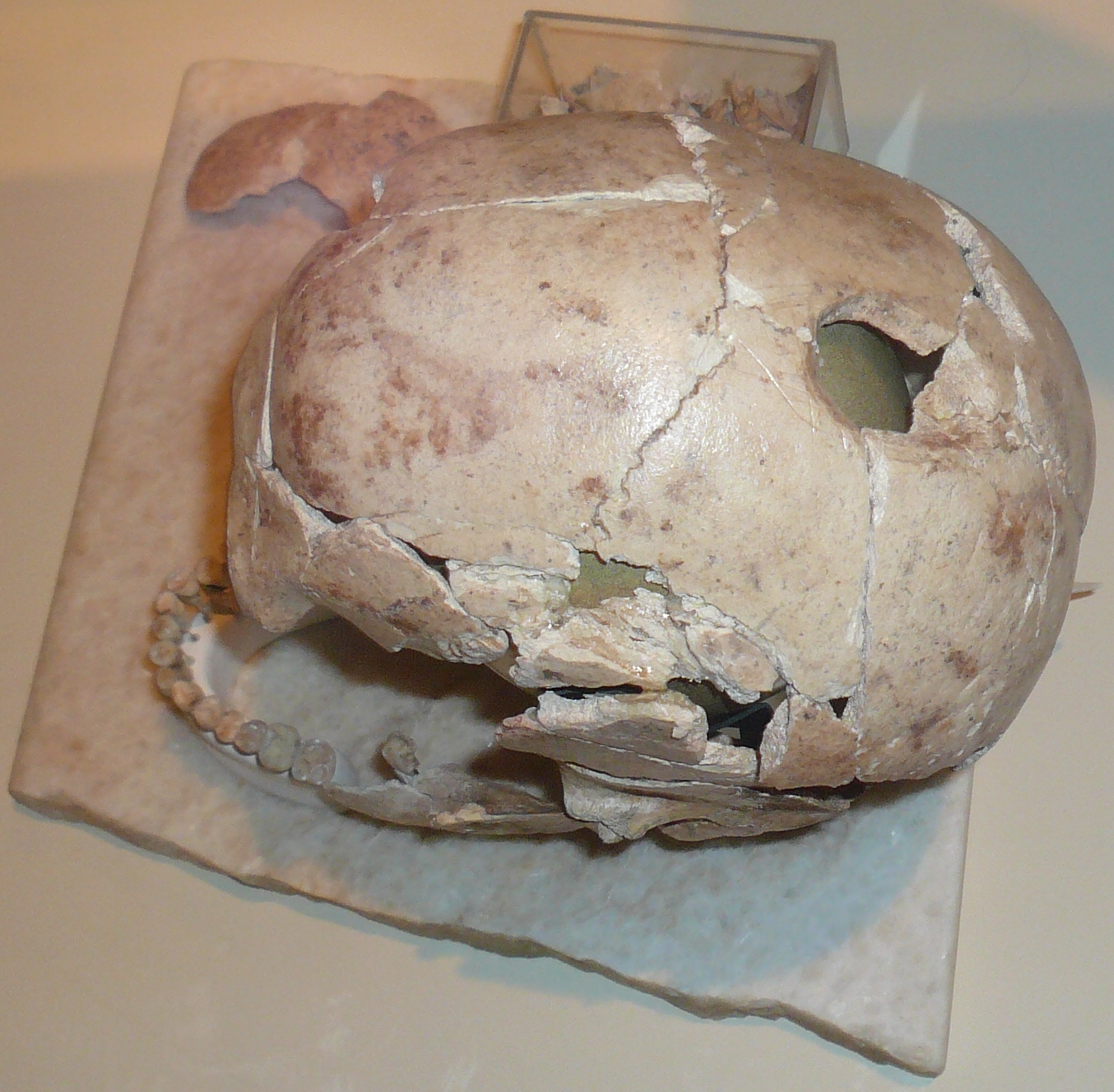
Череп периода энеолита со следами трепанации, найденный в местечке Чалагантепе (близ села Афетли). 5-е тысячелетие до н. э. Музей истории Азербайджана (Баку)

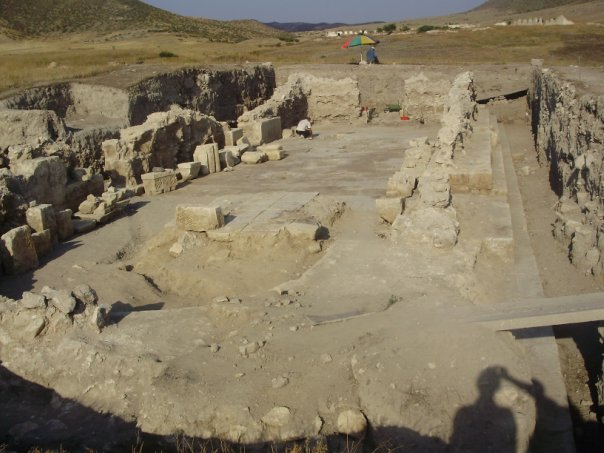
Раскопки древнего города, отождествляемые археологами с Тигранакертом

- Тигранакертская базилика — армянская церковь V века.
- Ванкасар — армянская церковь VII века
- Населённый пункт Гявуркала (крепость неверных) — ранние средние века (на юге села Бойахмедли)
- Населённый пункт Узерлик-тепе — бронзовый век (город Агдам)
- Мавзолей Гутлу Муса — 1314 год (село Турбетли)
- Мавзолей — XIV век (село Паправенд)
- Мечеть — 1868 год (город Агдам)